# Conclave de 1555 (abril)
El Conclave papal d'abril de 1555 va ser un conclave convocat després de la mort del Papa Juli III. En ell, va ser elegit com el seu successor el Cardenal Marcello Cervinia, qui va prendre el nom de Marcel II, sent l'últim Papa de la història que va conservar el seu nom de pila.

## Divisions del Col·legi Cardenalici
El Col·legi de Cardenals estava dividit en tres partits que donaven suport a un cardenal:
- Partit Francès: reunia als partidaris del rei Enric II de França. El seu líder era Charles de Lorena-Guisa.
- Partit d'Habsburg: cardenals alineats amb l'emperador Carles V. El seu líder era el cardenal Juan Álvarez de Toledo.
- Partit italià: grup de cardenals italians encapçalats per Alejandro Farnesio, el cardenal nepot de Pau III, sense connexions directes amb les principals potències Europees: l'Imperi dels Habsburg i França.

## Elecció de Marcel II

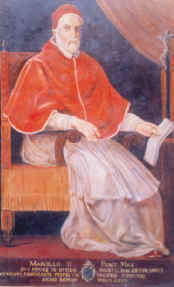
Papa escollit, Marcel II

Els cardenals presents a Roma van entrar al conclave el 5 d'abril. Inicialment, es van preparar i subscriure la capitulació del conclave, que va fixar que l'electe tenia l'obligació de mantenir la neutralitat en els conflictes europeus i se li va prohibir dur a terme guerres contra els prínceps cristians. Malgrat les divisions existents, els cardenals van arribar ràpidament a un consens. El 9 d'abril a les 11 hores, es va triar per aclamació el cardenal Marcelo Cervinia. Va ser proposat per la facció francesa, que va obtenir també el suport dels cardenals d'Habsburg.
El 10 d'abril al matí un examen formal es va dur a terme per confirmar l'elecció. Cervinia va rebre tots els vots, excepte el seu que havia donat a Gian Pietro Carafa (futur Papa Pau IV). Va mantenir el seu nom de baptisme, i només va afegir un nombre ordinal (Marcel II). Aquell mateix dia, va ser consagrat bisbe de Roma pel cardenal Gian Pietro Carafa, bisbe d'Ostia i Velletri i Degà del Col·legi de Cardenals, fou coronat pel cardenal Francesco Pisani, protodiaca de Sant Marc.